# Wendela Hebbe
Wendela Hebbe (Jönköping, 9 settembre 1808 – Stoccolma, 27 agosto 1899) è stata una giornalista e scrittrice svedese, senza dubbio la prima giornalista donna impiegata in modo permanente in un giornale svedese.
Ebbe un ruolo significativo come salottiera nei circoli letterari radicali della Svezia della metà del XIX secolo e fu un modello di comportamento controverso per l'emancipazione femminile.

## Primi anni
Wendela Hebbe era la primogenita di tre figlie del vicario parrocchiale Anders Samuel Åstrand e di sua moglie Maria Lund. Suo padre aveva interessi letterari e culturali ed educò in questo modo le figlie, così Wendela sin da bambina fu incoraggiata a leggere, interessarsi alla musica, all'arte e alla letteratura. È stata descritta come talentuosa nell'ambito della musica e della letteratura e soprannominata "Fröken Frågvis" ("Signorina Curiosa"). Secondo alcune testimonianze Esaias Tegnér, conoscente di suo padre e ospite abituale della loro casa, la corteggiò senza successo sin dalla tenera età e anche dopo il matrimonio, dedicandole molte delle sue poesie. Tuttavia lei non volle andare mai oltre una sincera amicizia.
Nel 1832 sposò l'avvocato e scrittore Clemens Hebbe (1804-1893), con il quale ebbe tre figlie. Nel 1839 suo marito andò in bancarotta e fuggì dal paese: prima in Inghilterra e infine negli Stati Uniti, lasciandola sola a sostenere se stessa e le sue figlie. Wendela Hebbe si stabilì a Jönköping e iniziò a lavorare nell'unica professione considerata socialmente accettabile per una donna istruita all'epoca: divenne insegnante e diede lezioni di musica, canto e disegno, che le erano appena sufficienti per mantenersi.

## Carriera giornalistica
Nel 1841 il suo primo romanzo, Arabella, fu pubblicato da Lars Johan Hierta, capo redattore del giornale radicale Aftonbladet, e nello stesso anno fu assunta presso lo stesso giornale (ottenne una posizione definitiva nel 1844).
Wendela Hebbe è generalmente considerata la prima giornalista donna in Svezia. Già altre donne avevano scritto articoli sulla stampa svedese almeno a partire da Margareta Momma nel 1738, la maggior parte dei quali non firmato o sotto pseudonimo, ma Wendela Hebbe fu probabilmente la prima donna giornalista a ottenere una posizione permanente in un giornale svedese e fu, in questo senso, una pioniera della sua professione: fino al XIX secolo la stampa svedese non impiegava personale permanente e Wendela Hebbe è stata la prima donna ad essere iscritto nel registro dei dipendenti di giornale svedese.
Hebbe fu nominata traduttrice ed editrice della sezione cultura, musica e letteratura. Si occupò di critica di romanzi, concerti, spettacoli d'opera e rappresentazioni teatrali e gestì la sezione periodici. È nota per aver utilizzato la sua sezione per promuovere gli autori debuttanti pubblicando i loro romanzi in serie.
Oltre l'attività culturale, fu anche attiva come giornalista sociale, ed è stata probabilmente la prima giornalista ad introdurre il reportage sociale in Svezia. Condivise le idee liberali e umanitarie dell’Aftonbladet all'epoca. A causa del suo sesso era considerata adatta a "domande delicate" come la miseria sociale tra i poveri, e ottenne notevole attenzione con il suo primo reportage sociale Biskopens besök (Visita del Vescovo) nel 1843, un pezzo che contribuiva al dibattito sociale che era iniziato intorno alle differenze di classe in Svezia in quel periodo. Tramite il suo reportage sull'ingiustizia sociale, riuscì in diverse occasioni a richiamare l'attenzione sui temi che necessitavano di riforme e ad aiutare le persone che avevano bisogno di aiuto.

## Carriera letteraria
Wendela Hebbe lasciò il giornalismo nel 1851 per dedicarsi alla carriera di romanziera. Il suo romanzo d'esordio, Arabella è un racconto d'amore convenzionale, ma i suoi romanzi successivi sono scritti in uno stile più realistico. I suoi romanzi, fortemente influenzati dallo stile dell'epoca, si concentrano sull'intrigo in quanto tale piuttosto che sui personaggi e presentano un messaggio di critica sociale. La sua scrittura era ispirato a Dickens e alla letteratura inglese del XVIII secolo. Il suo romanzo più famoso, Brudarne, è considerato il primo "romanzo per ragazze" in Svezia. Come romanziera è stata considerata di talento ma non originale, ottenendo successi moderati.
Ebbe maggiore successo come scrittrice di canzoni e poesie per bambini e adolescenti. Le sue opere furono influenzate dalla sua stessa infanzia idilliaca nello Småland e sono incentrate su giochi infantili, filastrocche e folclore tradizionale. Soprattutto le sue fiabe sugli animali furono molto ammirate da Bj Björnson e S H Grundtvig. Tra le sue canzoni, le composizioni Högt deruppe mellan fjällen (In alto tra le cime delle montagne) e Linnean (Linnea) sono diventate molto popolari. Oltre alla sua produzione personale, diede un prezioso contributo storico trascrivendo vecchie storie e canzoni tradizionali.

## Vita privata

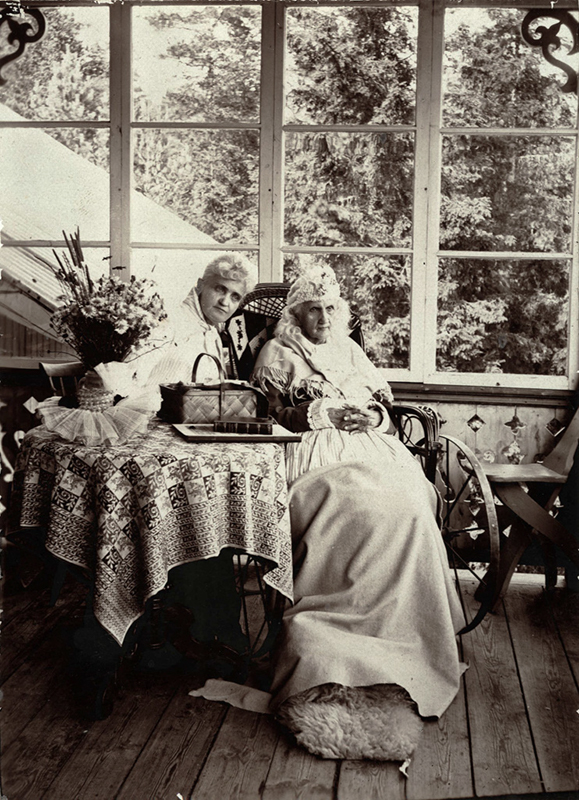
Wendela Hebbe con la figlia Signe nel 1895 circa

Wendela Hebbe ebbe una duratura relazione con Lars Johan Hierta. Era opinione comune, diffusa anche attraverso vignette e caricature sui giornali, che la sua posizione nella redazione fosse un caso di nepotismo. Hebbe e Hierta non potevano sposarsi, essendo entrambi già sposati: il matrimonio di lei col coniuge esiliato non fu sciolto fino al 1864. Wendela Hebbe e Lars Johan Hierta ebbero un figlio insieme, Edvard, nel 1852. Persino una donna indipendente come Wendela Hebbe non poteva ammettere di avere un figlio nato fuori da matrimonio. Edvard nacque in segreto durante un viaggio in Francia. La madre non lo riconobbe mai, ma fu adottato da Hierta sotto falso nome, e visitava anche la madre di tanto in tanto, finché non gli fu data una casa permanente in Germania
Wendela Hebbe fu una figura centrale nell'élite radicale di Stoccolma, in particolare durante gli anni 1840 e 1850 e ospitò un salotto letterario e musicale che divenne un centro per il mondo letterario e artistico liberale, che si riuniva per recitare, suonare e discutere. Alla sua cerchia appartenevano Johan Jolin, Gunnar Olof Hyltén-Cavallius e anche Magnus Jacob Crusenstolpe, che lei sostenne nella sua lotta per la libertà di parola. Il suo salone era considerato una destinazione vitale per uno scrittore in visita a Stoccolma: Johan Ludvig Runeberg vi fece tappa durante la sua breve visita nel 1851. La sua casa continuò ad essere un luogo di incontro per decenni, anche dopo che una malattia la lasciò incapace di camminare nel 1878. Tra gli altri fece conoscenza di Ellen Key e Herman Sätherberg, per le cui poesie compose la musica. Accompagnò sua figlia, la famosa cantante d'opera Signe Hebbe, nei suoi tour europei.
Un'amicizia particolare fu quella con Carl Jonas Love Almquist, il cui lavoro di scrittore ammirava, poiché condividevano un interesse per la critica sociale. Secondo la figlia Signe Hebbe, che ricordava sua madre e Almquist seduti al piano durante le sue composizioni, Wendela avrebbe anche svolto un ruolo importante come consulente e segretaria nella creazione delle composizioni di lui, in particolare i suoi Songes. Almqvist l'ha celebrata con la composizione per pianoforte Vendelas mörka lockar (I riccioli scuri di Vendela). Secondo Signe Hebbe, sua madre e Almqvist non ebbero mai una relazione romantica, ma la corrispondenza e il comportamento di Almqvist suggeriscono che probabilmente erano più che amici. Wendela Hebbe dimostrò il suo leale sostegno per Almquist durante lo scandalo del 1851.

## Riconoscimenti
Nel 1983 è stata fondata l'associazione Wendelas Vänner (Amici di Wendela Hebbe) per preservare la sua memoria. L'associazione conserva la sua casa estiva a Södertälje, che le fu donata da Hierta nel 1863, e ne ha fatto un museo. 
Il ginnasio di Södertälje è stato intitolato a suo nome.

## Opere
- 1841: Arabella (romanzo)
- 1845: Svenska skaldestycken för ungdom (libro di poesie "per fanciulli")
- 1846: Arbetkarlens hustru (La moglie di un lavoratore) (reportage)
- 1846: Brudarne (Le spose) (romanzo).
- 1850: En fattig familj (Una famiglia povera) (reportage)
- 1851: Tvillingbrodern (Il fratello gemello) (romanzo)
- 1852: Lycksökarna (I cacciatori di fortuna) (romanzo)
- 1858: Dalkullan (opera)
- 1871: I Skogen (Nei boschi) (libro per bambini)
- 1877: Bland trollen (In mezzo agli orchi) (libro per bambini)
- 1877: Under hängranarne (romanzo)